# عبد الطيب محمود
عبد الطيب محمود (الملايوية: عبدالطيب بن محمود)؛ (21 مايو 1936 - 21 فبراير 2024) سياسي ماليزي وسلطان سراوق (يانغ دي بيرتوا نيغري السابع في سراوق) من عام 2014 إلى عام 2024 ورئيس وزراء سراوق الرابع من عام 1981 إلى عام 2014. يشار إليه باسم والد سراوق الحديثة.
وُلِد طيب في عائلة ملايوية نبيلة، وشرع في رحلته الأكاديمية، وحصل على شهادته الأولى في القانون من جامعة أديلايد في عام 1960. هناك، التقى ليلى (ني ليجلا تشاليك)، وهي امرأة بولندية اعتنقت الديانة الإسلامية. تزوجا ورزقا بأربعة أطفال منهم سليمان وحنيفة. وبعد التخرج، عادوا إلى سراوق، وبدأ عبد الطيب مسيرته المهنية كمدع عام في مكتب محاماة مجلس التاج. بدأت رحلته في السياسة في عام 1963 عندما عُين وزيراً للاتصالات والأشغال العامة في الولاية من قبل رئيس الوزراء ستيفن كالونج نينجكان. تعمقت أعماله السياسية في عام 1964 عندما تولى منصب نائب رئيس حزب باريسان راكيات جاتي ساراواك (برجاسا). ثم شغل منصب وزير الدولة للتنمية والغابات في عهد تاوي سلي في عام 1967. انتقل بعد ذلك إلى السياسة الفيدرالية، وحصل على مقعد كعضو في البرلمان عن منطقة كوتا ساماراهان في عام 1970. على مدار مسيرته البرلمانية الممتدة من عام 1968 إلى عام 1981، تولى عدة حقائب وزارية في عهد رؤساء الوزراء تونكو عبد الرحمن، وعبد الرزاق حسين، وحسين أون، ومهاتير محمد.
في عام 1981، عاد إلى سراوق وأصبح رئيسًا للوزراء، خلفًا لعمه عبد الرحمن يعقوب. طوال فترة قيادته، شوهت اتهامات الفساد والادعاءات المتعلقة بالمكاسب الشخصية من الموارد الطبيعية الوفيرة في سراوق سمعته. ومع ذلك، فقد كان لإدارته الفضل أيضًا في خفض معدل الفقر في الولاية بشكل كبير من 70% إلى أرقام أحادية الرقم. كان يُعرف بشكل غير رسمي باسم باك أوبان، والذي يُترجم إلى "العم ذو الشعر الأبيض". وكان هناك لقب غير رسمي آخر له، وهو "آخر راجا أبيض" أو "الراجا ذو الشعر الأبيض".
في عام 2008، وبعد ما يقرب من أربعة عقود في البرلمان، تخلى عن دوره كعضو في البرلمان، مما جعله ثاني أطول عضو في البرلمان في ماليزيا. وفي العام التالي، توفيت ليلى بمرض سرطان القلب. ثم تزوج طيب من سيدة سورية المولد تدعى رغد وليد الكردي. وفي عام 2014، تنحى عن منصبه كرئيس للوزراء وخلفه عدنان ساتيم. وقد امتدت فترة ولايته لمدة غير مسبوقة بلغت 33 عاماً، مما أكسبه لقب أطول رئيس حكومة خدمة في ولاية ماليزية. ثم أصبح يانغ دي بيرتوا نيجيري السابع لسراوق من عام 2014 حتى عام 2024. وبعد فترة وجيزة من ترك منصبه، توفي بعد ثلاثة أسابيع فقط.